# Chemin de fer du Mont-Revard
| Zug mit Vorstellwagen kurz vor dem Gipfel des Mount Revard |                       |                                |                                |
| Streckenlänge: | 9,350 km              |                                |                                |
| Spurweite: | 1000 mm (Meterspur)   |                                |                                |
| Maximale Neigung: | 210 ‰                 |                                |                                |
| Zahnstangensystem: | Abt mit zwei Lamellen |                                |                                |
| |                       |                                |                                |
| \| \| 0,000 \| Aix-les-Bains \| 264 m \| \| \| 1,75 \| Mouxy \| 421 m \| \| \| 3,1 \| Pugny-Chatenod \| 618 m \| \| \| \| Viaduc des Fontanelles (111 m) \| \| \| \| 5,8 \| Pré-Japert \| 1045 m \| \| \| \| Tunnel de Pré-Farnier (115 m) \| \| \| \| 9,35 \| Mont Revard \| 1496 m \| |                       |                                |                                |
| | 0,000                 | Aix-les-Bains                  | 264 m                          |
| Bahnhof (Strecke außer Betrieb) | 1,75                  | Mouxy                          | 421 m                          |
| Bahnhof (Strecke außer Betrieb) | 3,1                   | Pugny-Chatenod                 | 618 m                          |
| Brücke über Wasserlauf (Strecke außer Betrieb) |                       | Viaduc des Fontanelles (111 m) | Viaduc des Fontanelles (111 m) |
| Bahnhof (Strecke außer Betrieb) | 5,8                   | Pré-Japert                     | 1045 m                         |
| Tunnel (Strecke außer Betrieb) |                       | Tunnel de Pré-Farnier (115 m)  | Tunnel de Pré-Farnier (115 m)  |
| | 9,35                  | Mont Revard                    | 1496 m                         |

Die Chemin de fer du Mont-Revard war eine 9,350 Kilometer lange, 1892 eröffnete Zahnradbahn, die Aix-les-Bains mit dem Mont Revard in Savoyen verband. Die Bahnstrecke wurde 1935 durch eine Luftseilbahn ersetzt.

## Geschichte

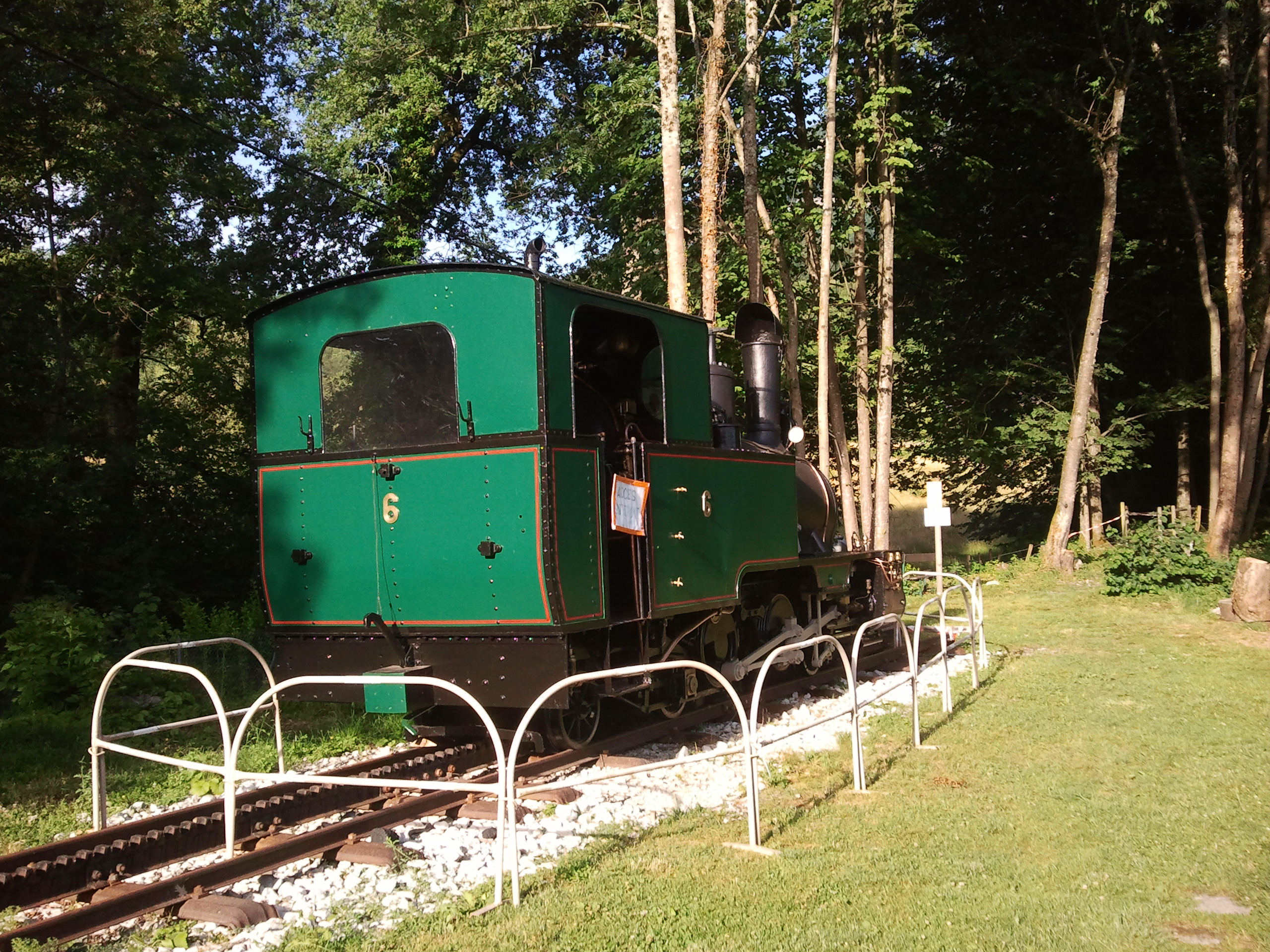
Lokomotive Nummer 6 und nachgebauter Streckenabschnitt der Chemin de fer du Mont-Revard in Mouxy

Erste Besitzerin der Konzession für eine Zahnradbahn zwischen Aix-les-Bains und dem Mont Revard war die Société genevoise des chemins de fer à voie étroite (VE, dt. etwa Genfer Schmalspurbahngesellschaft). Die VE betrieb seit 1889 in Genf mehrere Schmalspurlinien, die teils bis auf französisches Staatsgebiet führten. Die Société anonyme des chemins de fer de montagne et régionaux (Berg- und Regionalbahnen AG) erwarb die Konzession und erbaute die Bahn innerhalb eines Jahres mit Hilfe von 1200 vorwiegend italienischen Bauarbeitern. Sie nahm die Bahnstrecke am 15. August 1892 in Betrieb und weihte sie am 5. September offiziell ein.
Ab der Saison 1908/09 wurde für die Skisportler der Winterbetrieb aufgenommen. 1923 erwarb die Compagnie Paris-Lyon-Méditerranée (PLM) die Bahnstrecke mit den dazugehörenden Gebäuden, übernahm 1924 den Betrieb der Zahnradbahn und gründete die Compagnie du Revard. Die PLM nahm viele Verbesserungen an der Endstation und dem benachbarten Hotelkomplex vor.
Angesichts des Erfolges wurde beschlossen, die sanierungsbedürftige Zahnradbahn durch eine von Mouxy ausgehende Luftseilbahn zu ersetzen. Der Personenverkehr der Zahnradbahn wurde am 25. Oktober 1935 eingestellt, im Jahr 1937 endete der Güterverkehr. 1969 wurde nach einem Betriebszwischenfall auch der Betrieb der Luftseilbahn eingestellt. Seither ist der Mont Revard nur noch auf der Straße erreichbar. Erhalten geblieben ist der Bahnhof Mouxy, in dem eine Denkmallokomotive an den Betrieb der Zahnradbahn erinnert.

## Strecke
Die als reine Zahnradbahn betriebene Strecke führte von Aix-les-Bains über Wiesen und ausgedehnte Fichtenwälder auf das 1266 Höhe über dem Meeresspiegel gelegenes Plateau des Mont Revard und weiter zur 55 Meter unter dem Gipfel gelegenen Endstation.
Die wichtigsten Kunstbauten waren der 115 Meter lange Tunnel de Pré-Farnier in einer Kurve von 75 Meter Radius und das Viaduc des Fontanelles. Das in einem Kreisbogen von 120 Meter Radius und in einer Steigung von 17 Promille gelegene steinerne Viadukt besteht aus fünf Bögen und hat eine Gesamtlänge von 111 Metern.

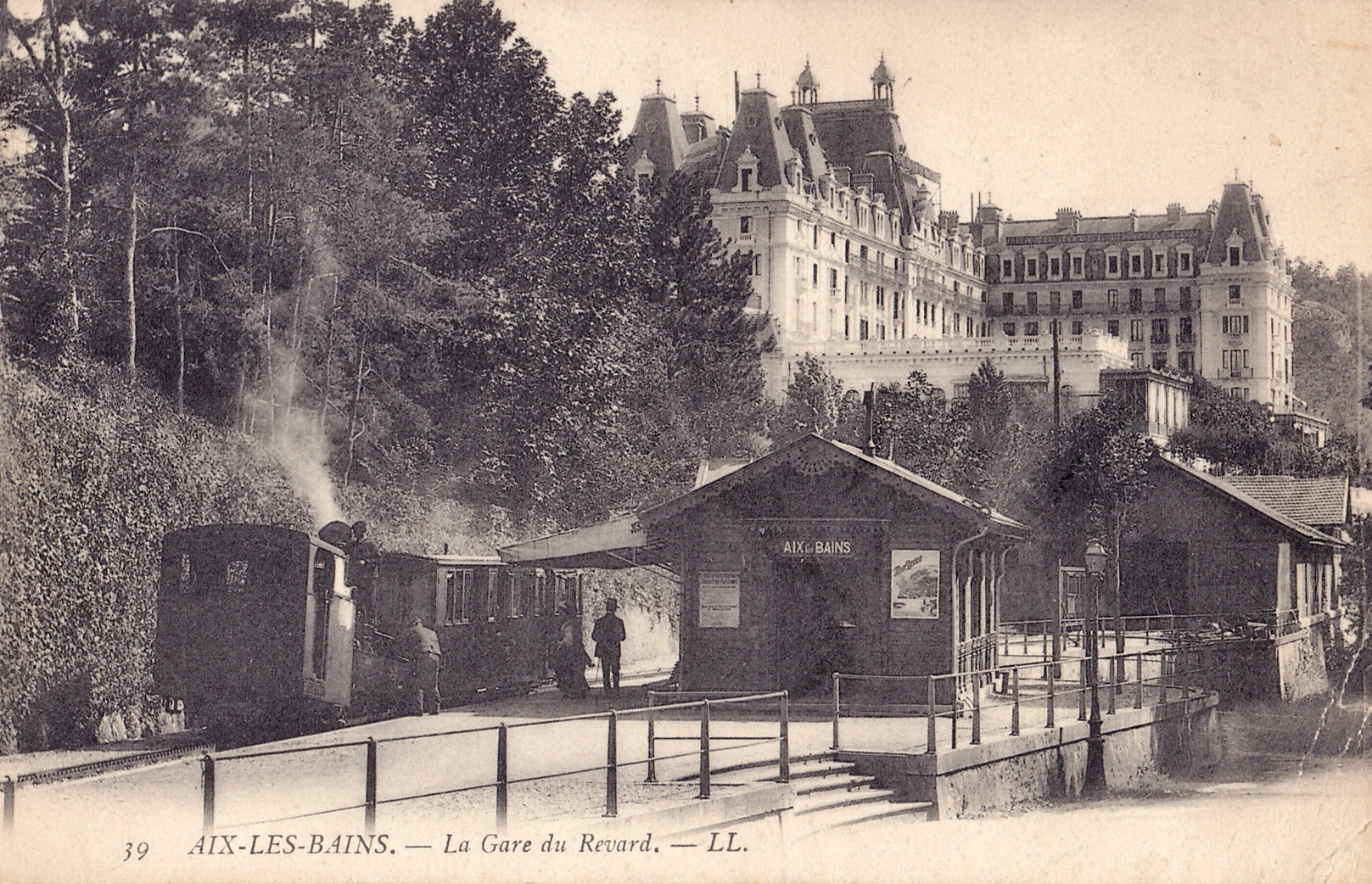
Ausgangspunkt der Zahnradbahn in Aix-les-Bains, origine de la ligne.
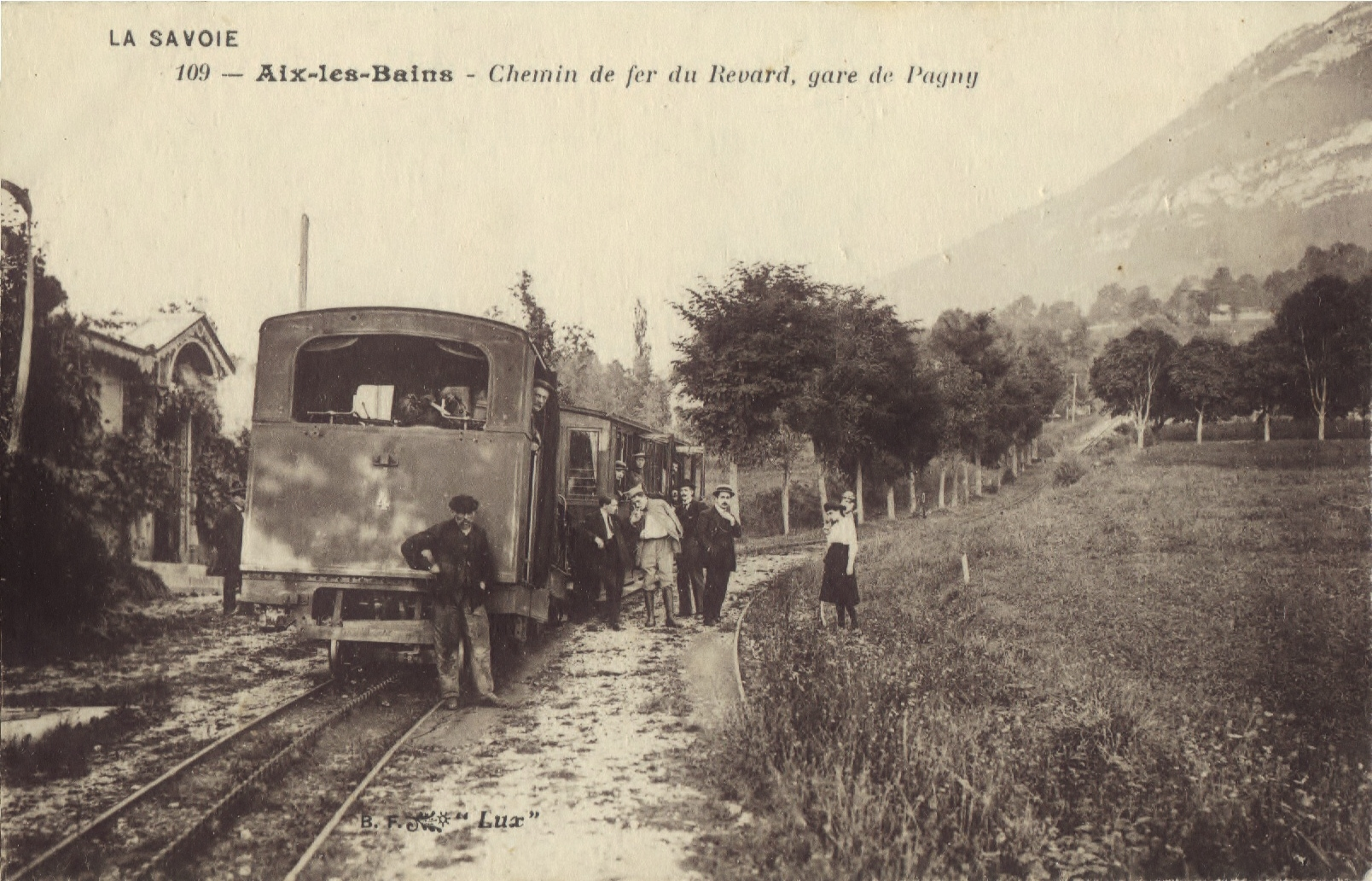
Lokomotive Nummer 4 in Pugny-Chatenod
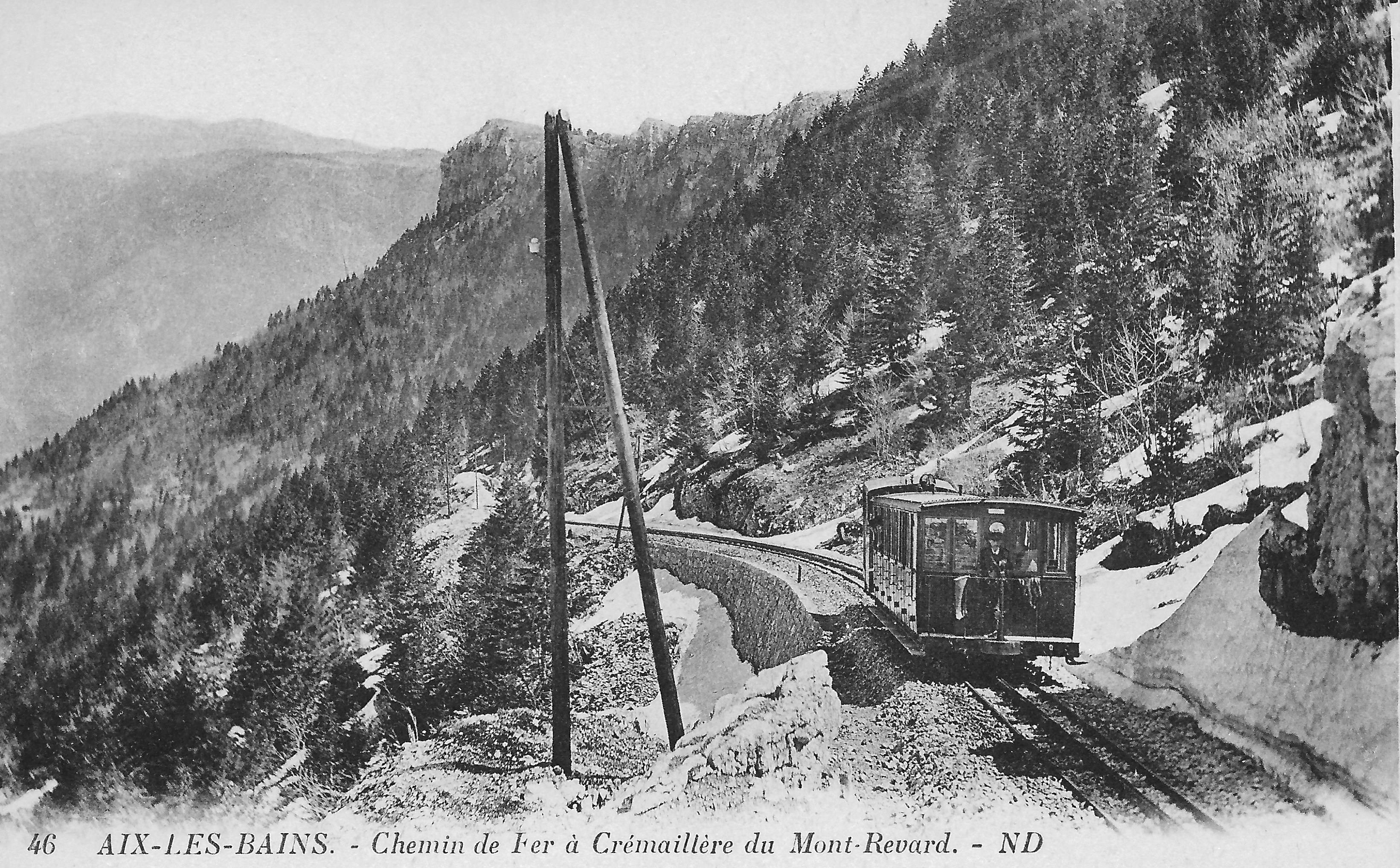
Bahntrasse bei Pugny-Chatenod
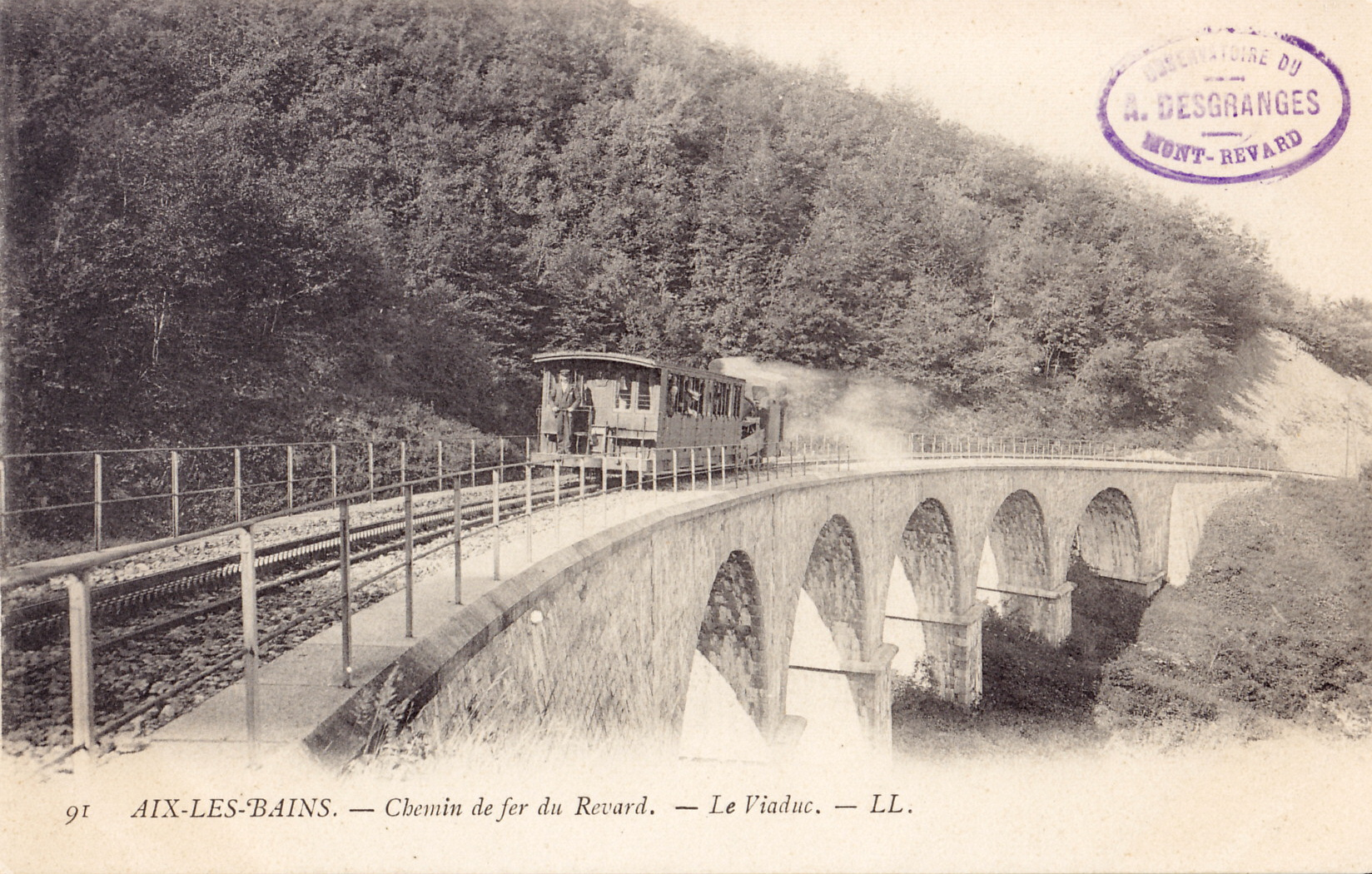
Viaduc des Fontanelles auf einer alten Postkarte
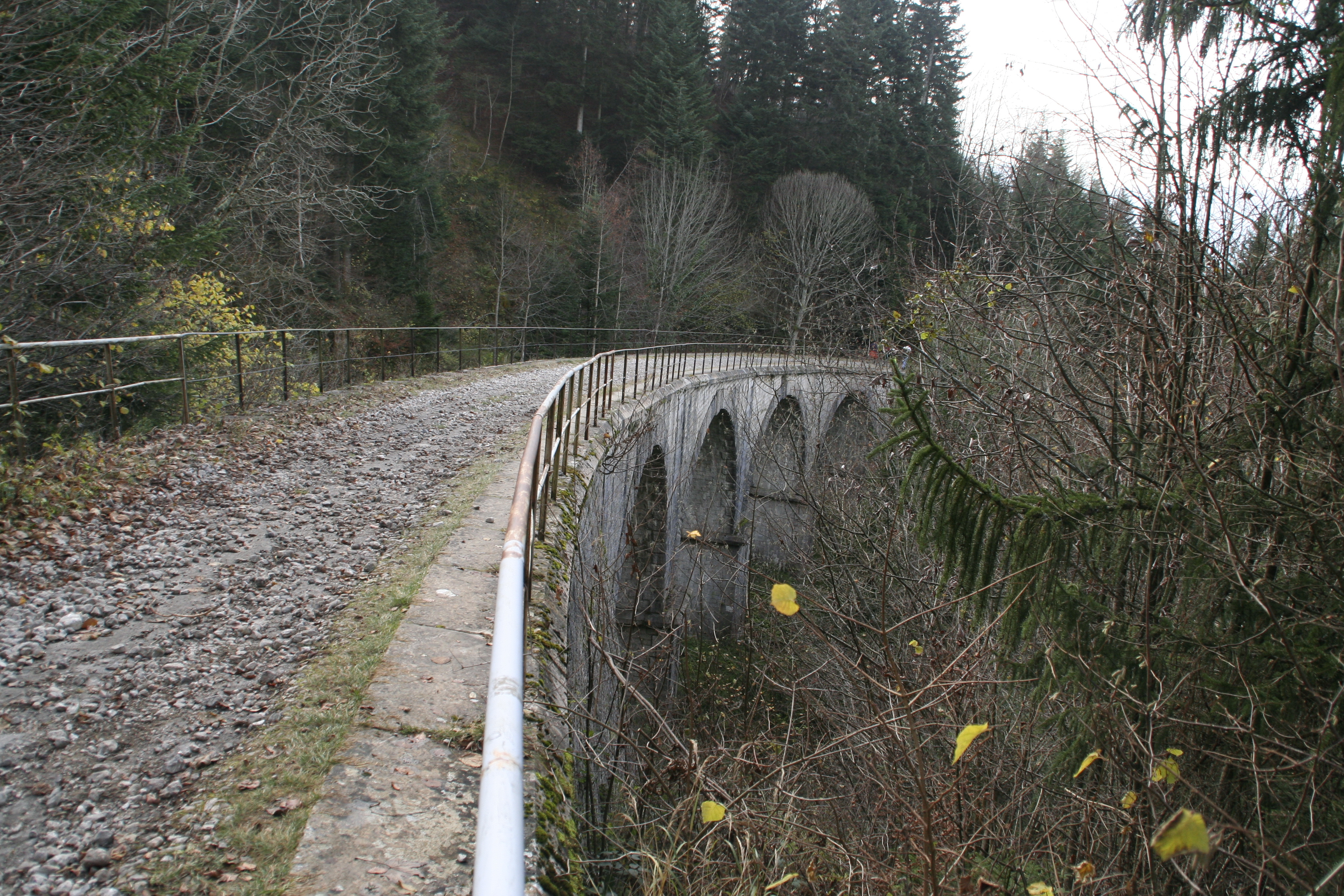
Der Viaduct von Fontanelles im Jahr 2014
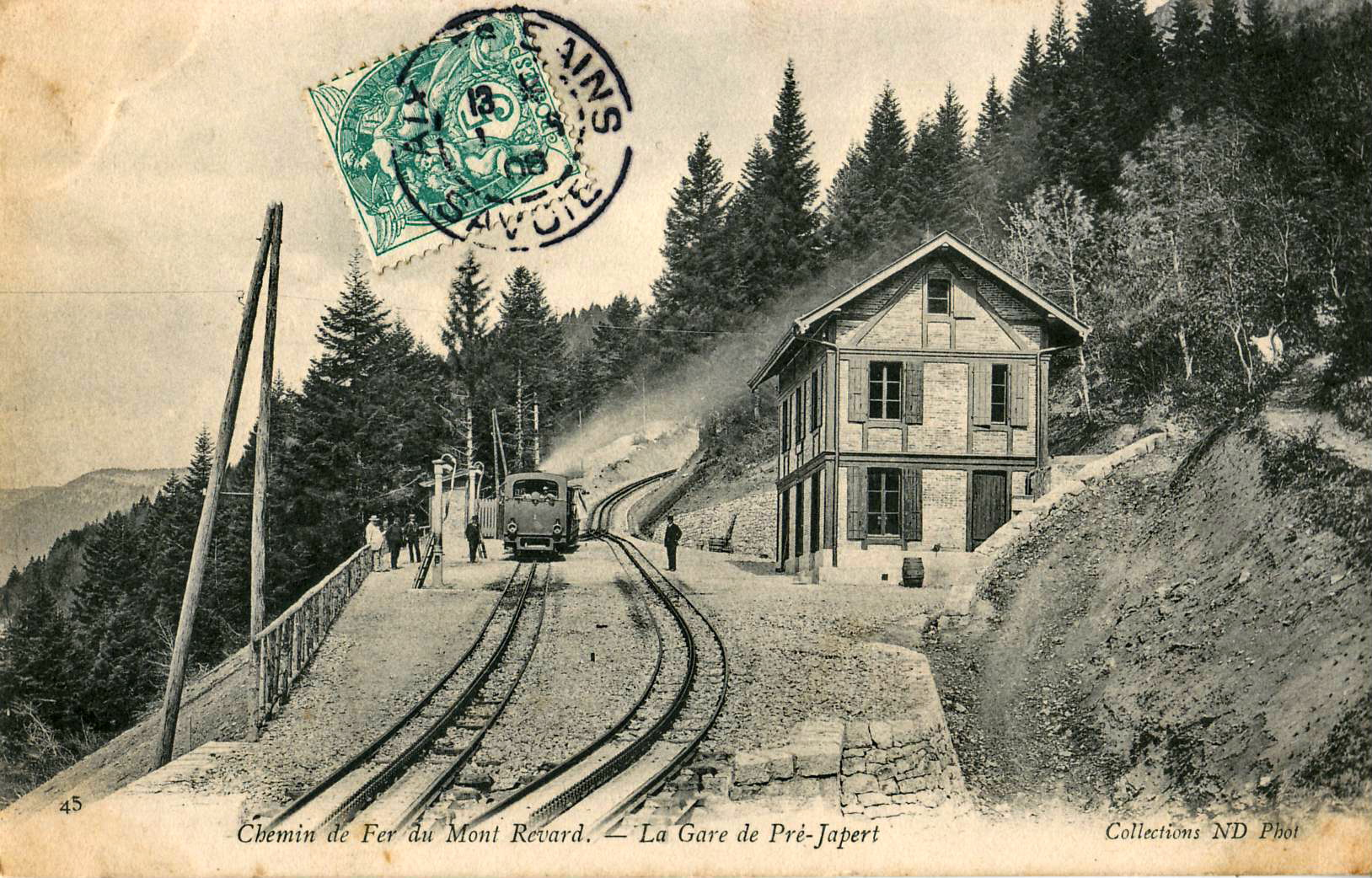
Kreuzungstation Pré-Japert
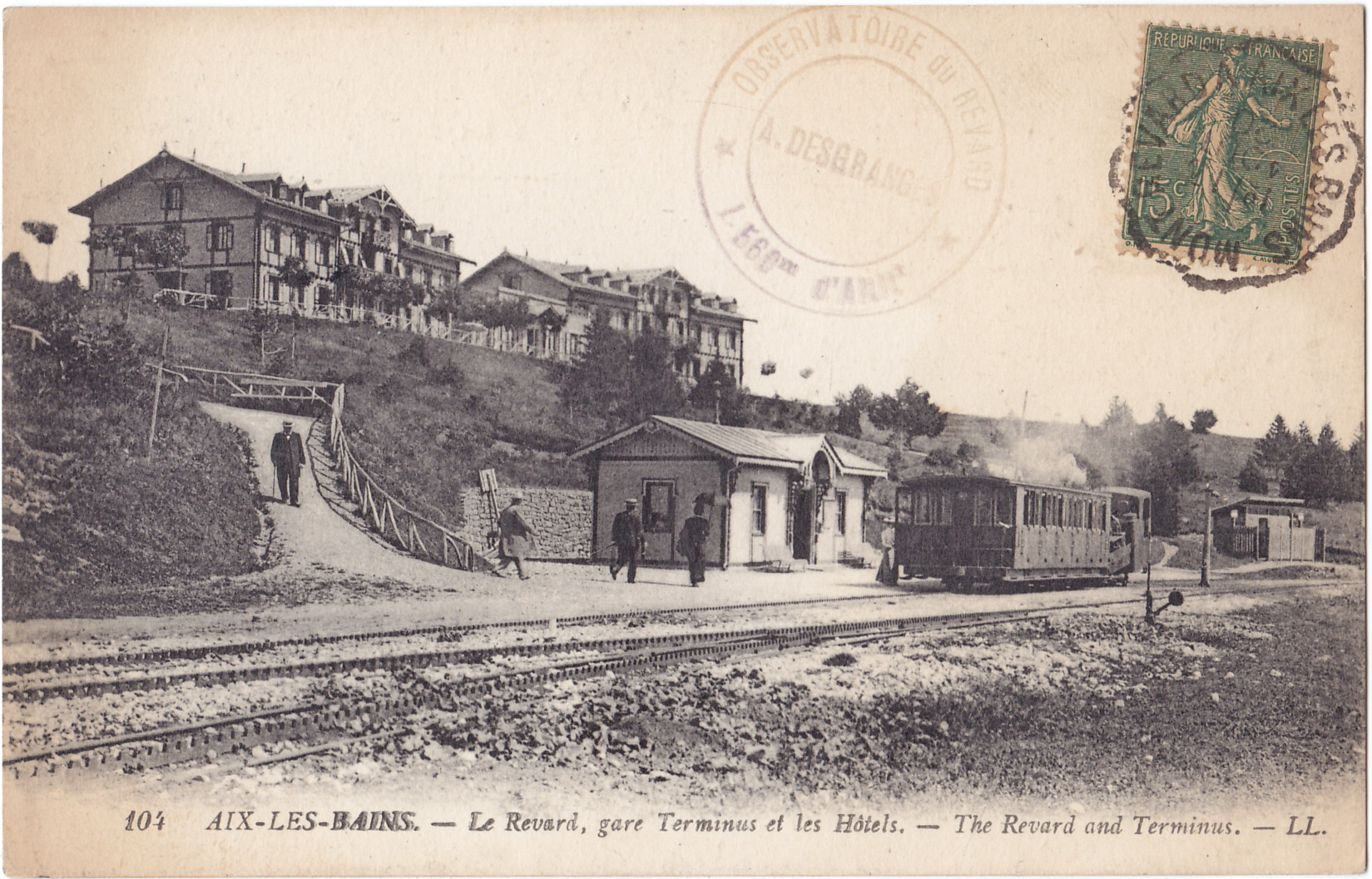
Endstation und Hotels unweit des Gipfels des Mont Revard

## Rollmaterial

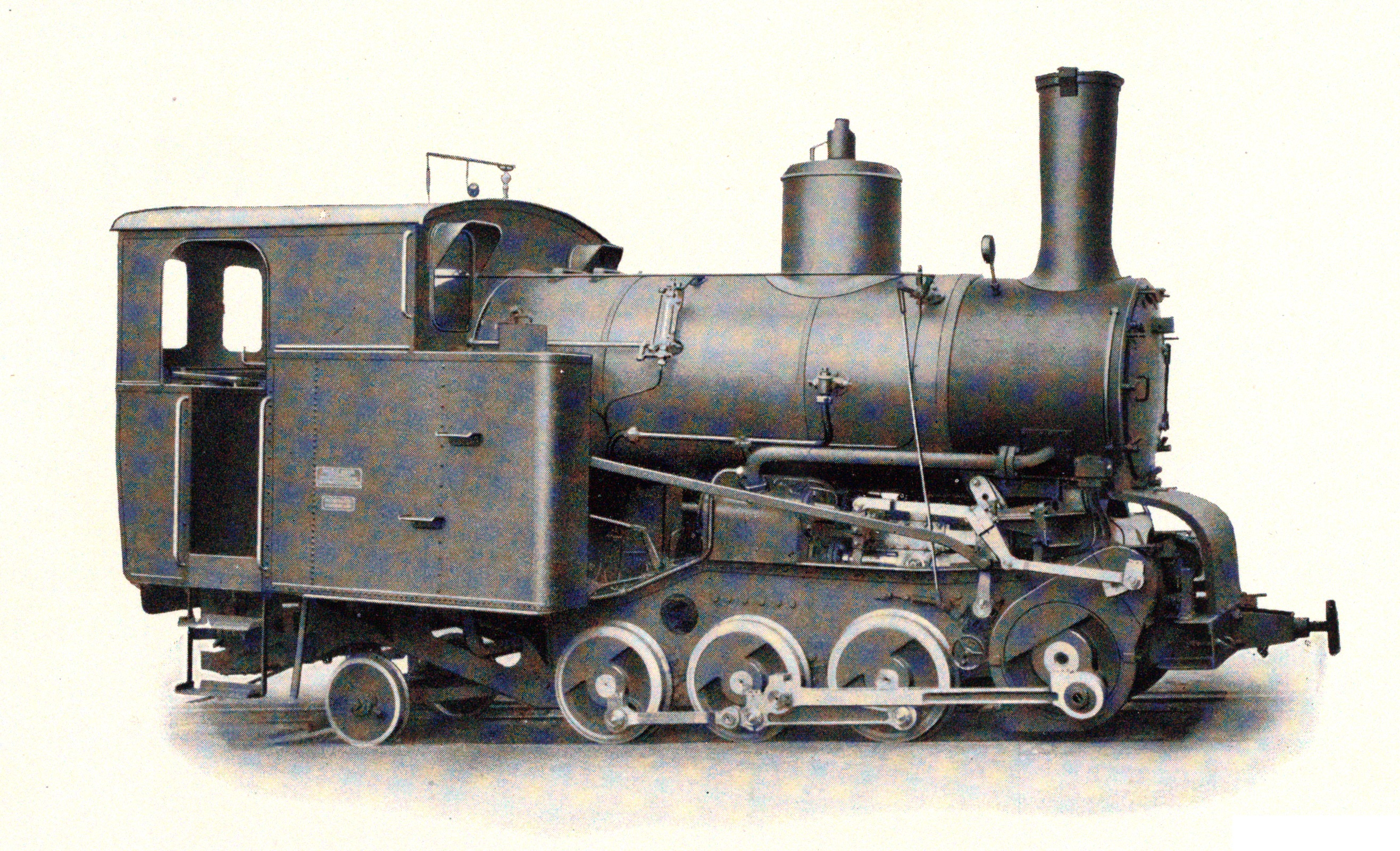
Lokomotive Nummer 8 mit Überhitzer
Hersteller: SLM
Baujahr: 1929
Dienstgewicht: 22,3 t
Zylinderdurchmesser: 300 mm
Kolbenhub: 400 mm
Kesselüberdruck: 14,0 atm
Verdampfungsheizfläche: 50,82 m²

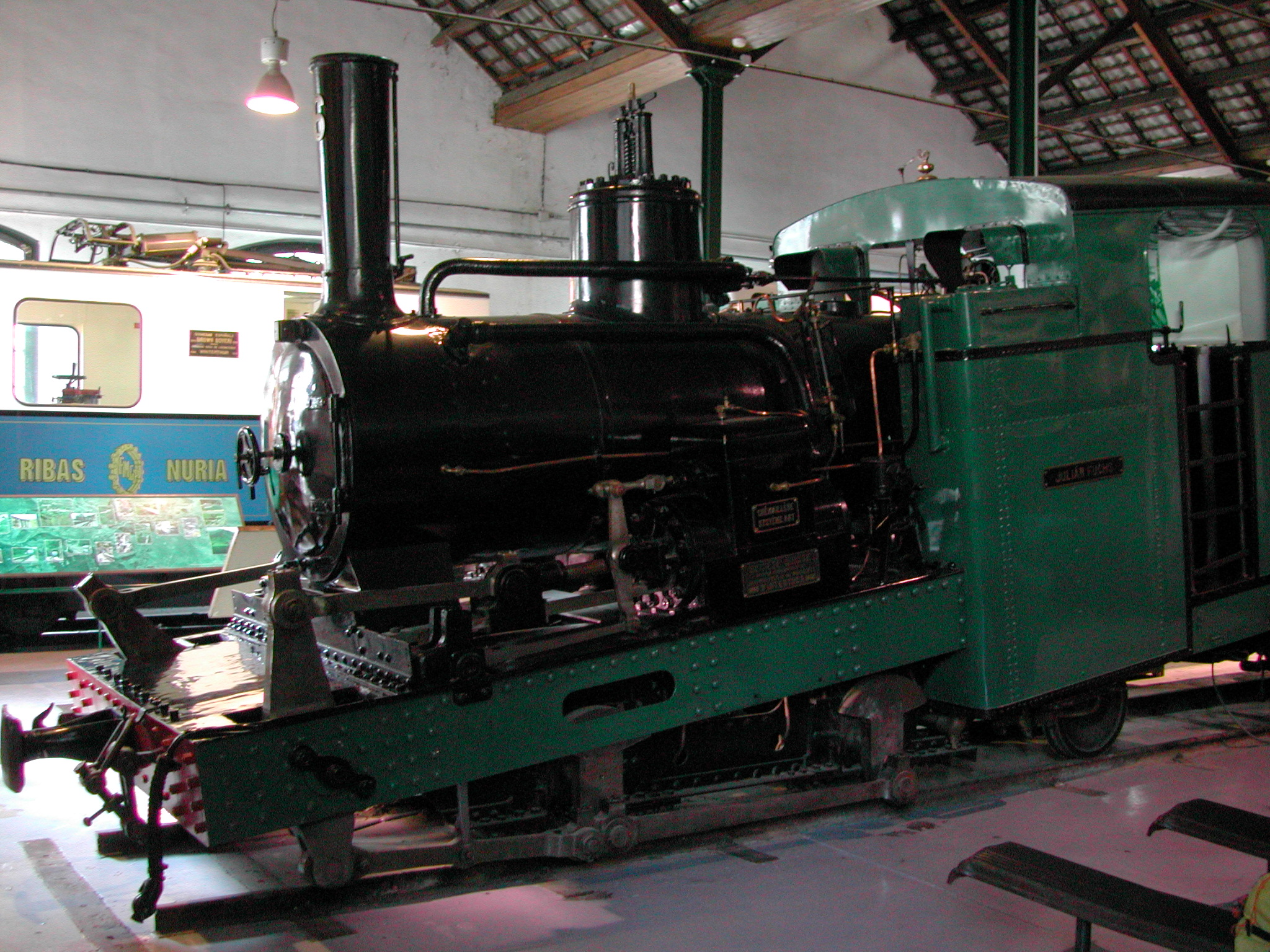
Eine zur Betriebseröffnung vorgesehene achte Lokomotive kam zunächst zur Gornergratbahn in der Schweiz und dann nach Spanien zur Zahnradbahn auf den Montserrat.

- 7 Dampflokomotiven Nummer 1 bis 7, SLM Winterthur, Baujahr 1892, Achsfolge 2zz1', Leergewicht 14,2 Tonnen
- 1 Dampflokomotive Nummer 8, SLM Winterthur, Baujahr 1929, Achsfolge 3zz1', Leergewicht 18,1 Tonnen
- 10 Drehgestellwagen (8 „normal“ und 2 „Luxus“) mit 60 Sitzplätzen
- 2 zweiachsige Flachwagen
- 1 Schneepflug ab Winter 1909/1910